# Villa Zeno
La Villa Zeno es una villa del siglo XVI relacionada con el arquitecto Andrea Palladio. Se encuentra en Donegal, lugar del municipio italiano de Cessalto (Treviso).
El comitente de la obra fue Marco Zeno. Se comenzó a construir en los años 1550, pero ha sido modificada a lo largo de los siglos. Es la más oriental (geográficamente hablando) de las villas palladianas. El edificio se encuentra cerca de la autopista entre Venecia y Trieste, pero fue construida para quedar frente a un canal que servía como medio principal de llegada a la villa.

## Historia
El edificio de Palladio para la familia Zeno no tiene una datación segura, señalándose que es de los años 1550, e indicándose que probablemente el proyecto es de 1554, esto es, apenas Marco Zeno adquirió la propiedad de la tenencia de Cessalto, lo que es muy compatible con las evidentes afinidades formales con otras villas del mismo periodo como la Villa Saraceno en Finale de Agugliaro y Villa Caldogno.

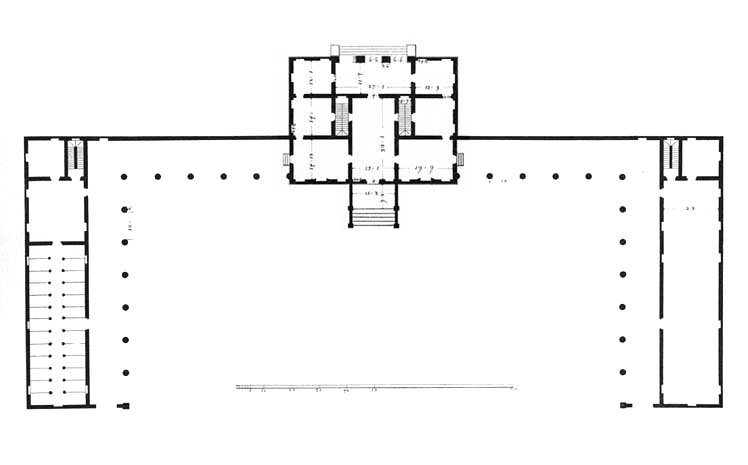
Plano, obra de Ottavio Bertotti Scamozzi, 1781.

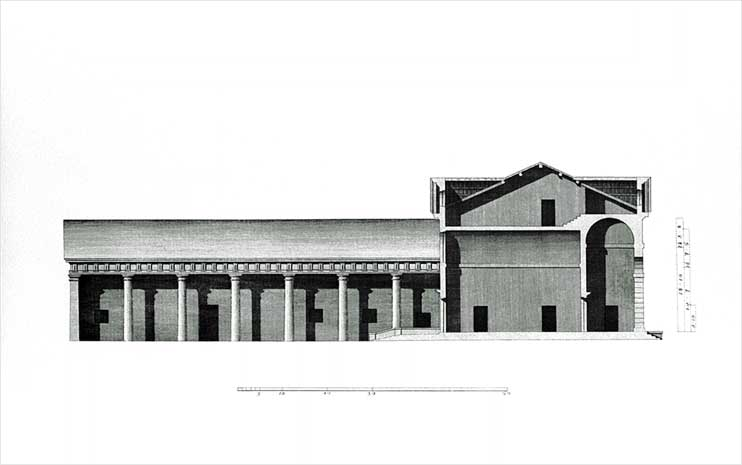
Sección alzada por Scamozzi en 1781.

Aparece ilustrada en Los cuatro libros de arquitectura, la influyente publicación del arquitecto de 1570, con grandes barchesse en ángulo recto, y que en realidad no se hicieron hasta los primeros decenios del siglo XVII. Sin duda el proyecto palladiano interviene transformando un edificio preexistente, lo cual puede explicar algunas singularidades de la planta.
La villa ha sufrido importantes modificaciones en el curso de los siglos, pero conserva una fachada con un pasillo arqueado y un frontón central bien definido que es de estilo palladiano. El tejado está cubierto con tejas de arcilla de la época, y la estructura es de ladrillo cubierto con estuco, típico de Palladio, quien era capaz de lograr grandes edificios con materiales que normalmente eran considerados inferiores. Actualmente la villa no muestra la ventana termal original, tapada en el siglo XVIII.
En 1953 el edificio fue protegido y desde 1959 a la actualidad, el Ente per le Ville Venete empezó a ocuparse del estado de conservación del complejo. En 1996 fue designado por la Unesco como parte del sitio Patrimonio de la Humanidad «La ciudad de Vicenza y las villas palladianas del Véneto». Actualmente el complejo necesita la intervención de restauradores.